# Contea di Casey
La contea di Casey in inglese Casey County è una contea dello Stato del Kentucky, negli Stati Uniti. La popolazione al censimento del 2000 era di 15 447 abitanti. Il capoluogo di contea è Liberty.